# Ameixieira-de-espinho
A  Ameixieira-de-espinho  (popularmente conhecidas como  fustete ) é uma planta do género botânico da família Berberidaceae, espécie endémica da ilha da Madeira com a denominação: Berberis maderensis (Lowe).
Apresenta-se como um arbusto com até 3 metros de altura, perenifólio, ramoso, com espinhos tripartidos nos caules, as folhas são em fascículos, subespatuladas ou subovadas, tendo estas 2,5-5 centímetros, inteiras ou serrado-espinhosas.
As flores da Ameixieira-de-espinho são amarelas, brilhantes, globosas, com cerca de 5 milímetros de diâmetro e dispostas em cachos.
Os frutos são bagas elipsoidais, com cerca de 1,2 centímetros de cor preta-azulada quando maduros.
É uma espécie endémica da ilha da Madeira e bastante rara. Vive na floresta de Laurissilva do til e nas escarpas rochosas de altitudes elevadas que correspondem ao urzal de altitude na região central da ilha.
Esta planta floresce de Maio a Junho.
Ao longos dos tempos a sua madeira foi usada em embutidos.